# Talinum crispatulum
Talinum crispatulum är en tvåhjärtbladig växtart som beskrevs av Moritz Kurt Dinter. Talinum crispatulum ingår i släktet taliner, och familjen Talinaceae. Inga underarter finns listade i Catalogue of Life.